# Смрделє
Смрделє (хорв. Smrdelje) — населений пункт у Хорватії, в Шибеницько-Книнській жупанії у складі громади Кистанє.

## Населення
Населення за даними перепису 2011 року становило 111 осіб.
Динаміка чисельності населення поселення:

## Клімат
Середня річна температура становить 13,73 °C, середня максимальна – 28,69 °C, а середня мінімальна – -0,62 °C. Середня річна кількість опадів – 837 мм.
| Клімат поселення                              | Клімат поселення | Клімат поселення | Клімат поселення | Клімат поселення | Клімат поселення | Клімат поселення | Клімат поселення | Клімат поселення | Клімат поселення | Клімат поселення | Клімат поселення | Клімат поселення | Клімат поселення |
| Показник                                      | Січ.             | Лют.             | Бер.             | Квіт.            | Трав.            | Черв.            | Лип.             | Серп.            | Вер.             | Жовт.            | Лист.            | Груд.            |                  |
| Середній максимум, °C                         | 10,10            | 10,91            | 13,87            | 17,30            | 22,26            | 26,07            | 28,69            | 28,33            | 23,85            | 19,21            | 13,81            | 10,68            |                  |
| Середня температура, °C                       | 4,73             | 5,54             | 8,50             | 11,94            | 16,89            | 20,70            | 24,02            | 23,66            | 19,18            | 14,54            | 9,11             | 6,01             |                  |
| Середній мінімум, °C                          | −0,62            | 0,18             | 3,13             | 6,57             | 11,52            | 15,32            | 19,34            | 18,97            | 14,52            | 9,86             | 4,43             | 1,32             |                  |
| Норма опадів, мм                              | 72               | 64               | 69               | 73               | 60               | 58               | 35               | 49               | 82               | 88               | 102              | 85               |                  |
| Середньомісячна швидкість вітру, м/с          | 2.07             | 2.26             | 2.48             | 2.42             | 2.16             | 1.94             | 1.97             | 1.81             | 1.92             | 1.96             | 2.34             | 2.29             |                  |
| Середньомісячна сонячна радіація, кДж/м²·день | 5215             | 7973             | 11640            | 16346            | 20308            | 22845            | 24515            | 21325            | 15879            | 10247            | 5650             | 4463             |                  |
| --------------------------------------------- | ---------------- | ---------------- | ---------------- | ---------------- | ---------------- | ---------------- | ---------------- | ---------------- | ---------------- | ---------------- | ---------------- | ---------------- | ---------------- |
| Джерело:                                      |                  |                  |                  |                  |                  |                  |                  |                  |                  |                  |                  |                  |                  |